# Jean-Baptiste Devars
Jean Devars aussi appelé Jean-Baptiste Devars, né le 30 novembre 1753 à Lussas (Dordogne) et mort le 8 avril 1822 à Montbron (Charente), est un homme politique français.

## Biographie
Son père Georges Devars est « sieur du Mayne » et sa mère Anne Festugère.  
Jean Devars est « avocat en la Cour, Conseiller du Roy et son Lieutenant particulier en l'élection de Périgueux » dans la généralité de Bordeaux. Il épouse le 2 février 1778 à Montbron Marie-Anne Lériget, d'extraction noble.    
En 1790, il entre au conseil du district de La Rochefoucauld et devient juge au tribunal. Au mois de septembre 1792, il sort en tête des élections législatives, élu député à la Convention, pour le département de la Charente. Il siège dans les rangs de la Plaine. Il vote la détention puis le bannissement au procès de Louis XVI, s'abstient sur la mise en accusation de Marat et vote en faveur du rétablissement de la Commission des Douze. Il ne proteste pas contre l'arrestation des girondins mais défend les fonctionnaires qui refusent d'adhérer au décret du 2 juin et obtient avec l'appui de Danton que les citoyens reconnus innocents après une détention soient indemnisés. Durant la séance du 12 vendémiaire an III (3 octobre 1794), il s'en prend à Barère, Billaud-Varenne et Collot d'Herbois alors accusés de complicité avec Robespierre, Saint-Just et Couthon. 
Il est élu au Conseil des Anciens sous le premier Directoire, mais son élection est invalidée après le coup d'État de 1797. En 1800, il est juge au tribunal civil d'Angoulême. Il n'est pas compris dans la répression des régicides sous la Restauration, n'ayant pas voté la mort de Louis XVI et n'ayant pas rallié Napoléon lors des Cent-Jours. 
Après 1814, il est victime d'une crise d'apoplexie, et meurt dans sa retraite en 1822. Son fils Gabriel Devars est magistrat à Angoulême puis conseiller général de Montbron de 1833 à 1858.

## Sources
- « Jean-Baptiste Devars », dans Adolphe Robert et Gaston Cougny, Dictionnaire des parlementaires français, Edgar Bourloton, 1889-1891 [détail de l’édition]
- « Devars, Jean », Claudy Valin, p. 377-378 in Michel Biard, Philippe Bourdin et Hervé Leuwers, Dictionnaire des Conventionnels 1792-1795, Ferney-Voltaire, Centre d'étude du XVIIIème siècle, 2022, 1307 p.